# Landesmusikrat Brandenburg
Der Landesmusikrat Brandenburg e.V. ist als Dachverband und Interessenvertretung von über 45 Musikverbänden, -vereinen und -institutionen in Brandenburg der für dieses Land zuständige Landesmusikrat. Er kümmert sich um die Belange des Musiklebens. Der Verein mit Sitz in Potsdam wurde am 14. September 1990 gegründet und verfolgt ausschließlich gemeinnützige Zwecke. Finanziert wird er durch Fördermittel des Landes Brandenburg sowie durch Mitgliedsbeiträge und Spenden.

## Organisation
Mitglieder im Landesmusikrat sind Musikverbände, -vereine und -institutionen unterschiedlicher Musikrichtungen sowie Privatpersonen. Geleitet wird der Verein durch ein achtköpfiges Präsidium. Präsidentin ist seit Oktober 2016 ist Ulrike Liedtke.
Ehrenpräsident ist Ernst-Ullrich R. Neumann, der den Verein von 1992 bis 2013 als Präsident leitete. Der Gründungspräsident war Wolfgang Thiel, der dem Verein von 1990 bis 1992 vorstand. Von Oktober 2013 bis Oktober 2016 stand  Martin Neumann an der Spitze des Präsidiums.
Der Landesmusikrat unterhält drei Landesensembles. Bereits 1992 gründete der Landesmusikrat das Landesjugendchor Brandenburg, dessen Repertoire von traditioneller Vokalmusik bis hin zu unterschiedlicher geistlicher und weltlicher Chorliteratur aller Musikepochen reicht. Das Landesjugendakkordeonorchester Brandenburg besteht seit 1997 als Förderprojekt für besonders begabte jugendliche Akkordeonspieler. Getragen wird es in Zusammenarbeit mit dem Deutsche Harmonika-Verband e.V. Landesverband Brandenburg. Das Landesjugendzupforchester Brandenburg-Berlin besteht seit 1995 als Fördermaßnahme für besonders begabte jugendliche Mandolinisten und Gitarristen.
Der Landesmusikrat Brandenburg ist Mitglied im Deutschen Musikrat. Darüber hinaus ist er im Rundfunkrat des Rundfunks Berlin-Brandenburg (RBB)  sowie im Rundfunkarbeitskreis des Deutschen Musikrates vertreten.

## Aktivitäten
Der Landesmusikrat Brandenburg vertritt die kulturpolitischen Interessen seiner Mitglieder in Brandenburg und berät politische Kulturträger und Abgeordnete. Zu seinen Aufgaben gehört die Vorbereitung und Durchführung von Landeswettbewerben als Voraussetzung für Bundeswettbewerbe des Deutschen Musikrates, die Unterstützung der Musikausbildung und Förderung zeitgenössischer Musik sowie die Unterstützung neuer Musikinitiativen und Musikprojekte.
Zu den vom Landesmusikrat organisierten Wettbewerben zählt der Landes-Chorwettbewerb, der Landes-Orchesterwettbewerb, der Wettbewerb Jugend komponiert und der Wettbewerb Jugend jazzt.
Daneben unterhält der Landesmusikrat zahlreiche Projekte. Mit dem Kontrabass-Seminar „Bassini“ wird seit 2006 ein Augenmerk auf die Vermittlung von entwickelter Kontrabass-Technik gelegt. Mit dem aus mehreren Workshops bestehenden Kita-Musikseminar werden Kita-Erzieher musikalisch fortgebildet. Weitere Projekte sind die Kinderchorwerkstatt, das Dirigentenseminar für Kinder- und Jugendchöre sowie das Projekt Belcantare Brandenburg, ein Kooperationsprojekt mit dem Lehrstuhl für Musikpädagogik und Musikdidaktik der Universität Potsdam.